# Aachener Turn- und Sportverein Alemannia 1900 (pallacanestro)
L'Alemannia Aquisgrana, tedesco Alemannia Aachen (Aachener Turn- und Sportverein Alemannia 1900 e.V.), era una società cestistica di Aquisgrana (ted. Aachen), città della Renania Settentrionale-Vestfalia, nella zona occidentale della Germania, facente parte della polisportiva omonima. Creata nel 1952, ha cessato di esistere nel 1965; giocava nel campionato tedesco.

## Palmarès
- Campionato tedesco: 2

1962-63, 1963-64
| Controllo di autorità | VIAF (EN) 152069093 |